# غريغوري جونسون
غريغوري جونسون (بالإنجليزية: Gregory H. Johnson)‏ (و. 1962 – م) هو ضابط، ورائد فضاء من الولايات المتحدة الأمريكية . ولد في جنوب روسليب (محطة مترو أنفاق لندن) .
ويحمل رتبة عسكرية عقيد .

## ريادة الفضاء
شارك في المهمات الفضائية:
- بعثة مكوك الفضاء إس تي إس 134
- STS-123.

## التعليم
تعلم في U.S. Air Force Test Pilot School، وColumbia School of Engineering and Applied Science، وأكاديمية سلاح الجو الأمريكي

## الخدمة العسكرية
خدم في القوات الجوية الأمريكية.

## جوائز
حصل على جوائز منها:
- جائزة الشجاعة طيران
- وسام الجو.